# Otowa Nobuko

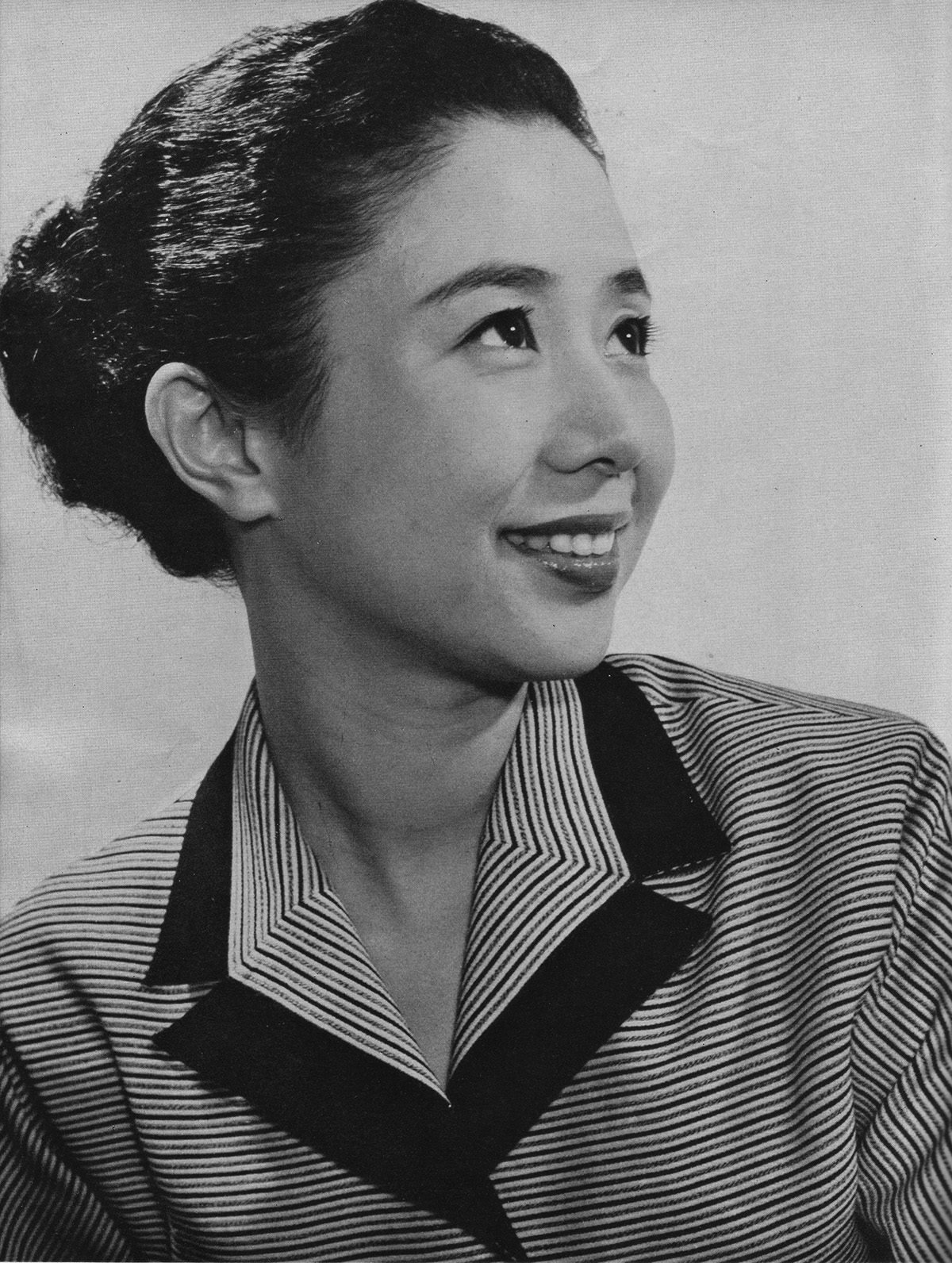
Otowa Nobuko, 1955

Otowa Nobuko (japanisch 乙羽 信子, eigentlich Shindō Nobuko (新藤 信子), nach ihrem alten Familiennamen Kaji (加治) mit ehrender Vorsilbe Okaji (オカジ) genannt; geboren am1. Oktober 1924 in Yonago (Präfektur Tottori); gestorben am 22. Dezember 1994 in Tōkyō) war eine japanische Schauspielerin.

## Leben und Wirken
Otowa Nobuko schloss sich 1939 der Takarazuka Revue an. Dort gehörte sie zu den besten weiblichen Darstellerinnen, verließ aber Takarazuka 1950 und wechselte zum Filmunternehmen Daiei (大映映画株式会社, Daiei eiga kabushki kaisha). Dort wurde sie als das „Hübsche Millionen Dollar Mädchen“ (百万ドルのえくぼ, Hyakuman doru no ekubo) bekannt. 1951 trat sie mit Erfolg im ersten Film des Regisseurs Shindō Kaneto „Geschichte einer geliebten Frau“ (愛妻物語, Aisai monogatari) auf. Aber schon nach dem Film „Kind der Atombombe“ (原爆の子, Gembaku no ko) im folgenden Jahr verließ sie das Unternehmen und schloss sich der „Vereinigung Filme der Gegenwart“ (近代映画協会, Kindai eiga kyōkai) an.
Otowa blieb jedoch dem Regisseur Shindō verbunden, „Mikrokosmos“ (縮図, Shukuzu), „Nackte Insel“ (裸の島, Hadaka no shima), „Instinkt“ (本能, Honnō), „Schwarze Katze im Gebüsch“ (藪の中の黒猫, Yabi no naka no kuroneko), „Aus dem Leben Chikuzans“ (竹山ひとり旅, Chikuzan hitori tabi) sind Beispiele für Filme unter ihm. 1978 heiratete sie Shindō. 1979 gewann der Film „Erdrosselung“ (絞殺, Kōsatsu) auf den Internationalen Filmfestspielen von Venedig in der Kategorie Beste Darstellerin den ersten Preis. In Filmen wie diesem, sowie in Onibaba – Die Töterinnen (鬼婆) und anderen Filmen, trat sie als Femme fatale auf.
Otowa trat auch auf der Bühne und im Fernsehen auf.

## Auszeichnungen (Auswahl)
Otowa wurde mit dem japanischen „Blauen Band“ (ブルーリボン賞) für folgende Filme ausgezeichnet:
- 1953 als Hauptdarstellerin in den Filmen „Mikrokosmos“ (縮図, Shukuzu), „Begierde“ (慾望, Yokubō) und „Das Leben einer Frau“ (女の一生, Onna no isshō),
- 1966 als beste Nebendarstellerin in dem Film „Instinkt“ (本能, Honnō) und

auf dem Internationales Filmfestival Moskau 1961:
- Großer Preis als Darstellerin in „Nackte Insel“ (裸の島, Hadaka no shima)

Japanese Academy Award/Beste Nebendarstellerin 1996 für
- „Testament am Nachmittag“ (午後の遺言状, Gogo no yuigon-jō)